# Wolfgang Heimbach

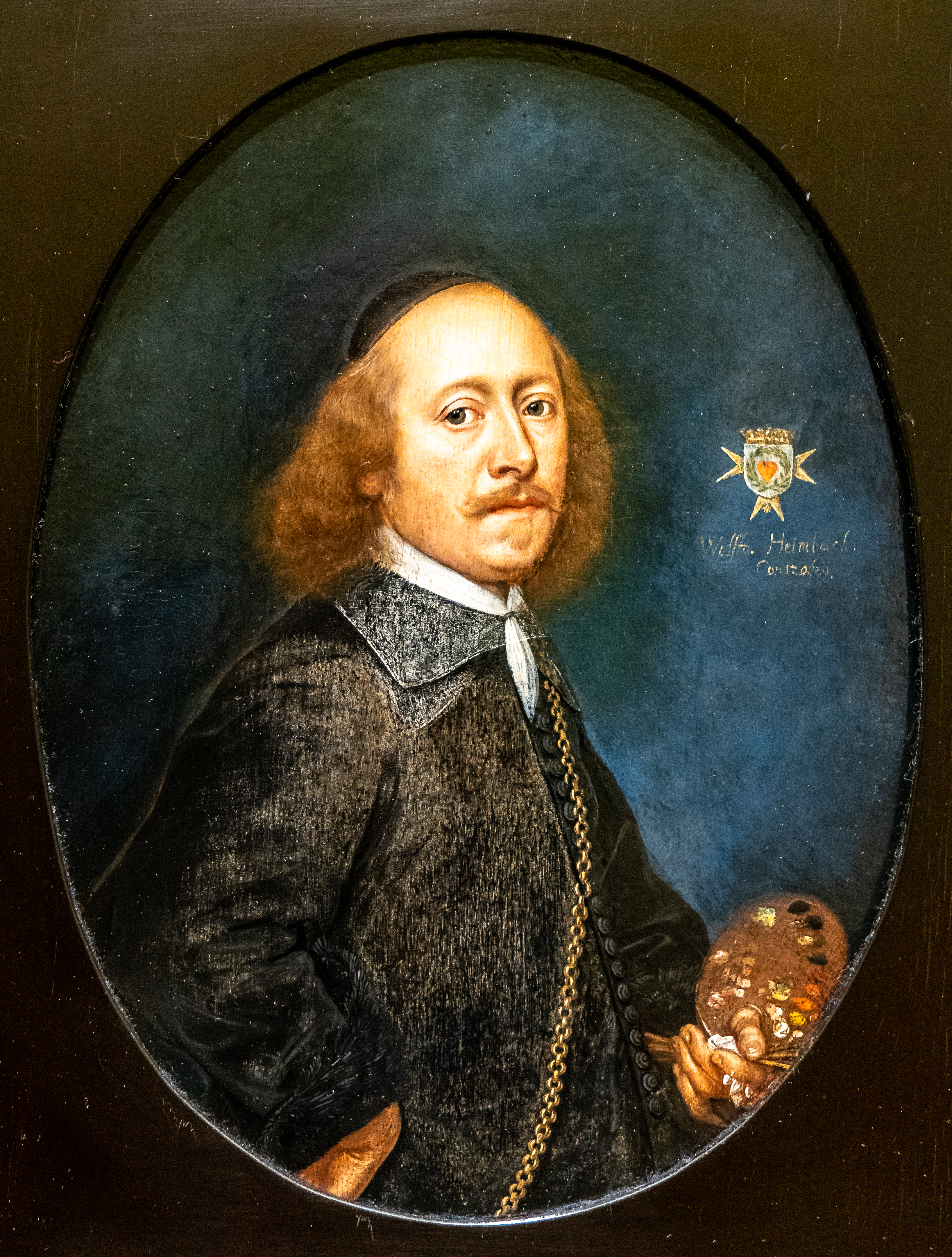
Wolfgang Heimbach: Selbstbildnis (1660)

Wolfgang Heimbach (* um 1613 in Ovelgönne; † 1679 in Osnabrück) war ein norddeutscher Barockmaler.

## Leben
Das Geburtsdatum Wolfgang Heimbachs ist nicht eindeutig zu klären. Er wurde um 1613 in Ovelgönne als Sohn des in Thüringen gebürtigen Frucht- und Kornschreibers Wolff Heimbach geboren. Das Mal- und Zeichentalent des jungen Heimbach wurde vom Oldenburger Grafen Anton Günther entdeckt, der sich oft in seiner landesherrlichen Burg Ovelgönne aufhielt. Zur Vertiefung seiner Kunst wurde der taubstumme Heimbach vom Grafen in die Niederlande gesandt. Um 1636/37 arbeitete er für bremische Auftraggeber. Als Hofmaler stand er zeitweise in Diensten Anton Günthers, hielt sich aber auch in den Jahren 1640 bis 1651 in Italien auf.
Venedig scheint dabei seine erste Station gewesen zu sein und 1645 war er kurzzeitig für Papst Innozenz X. in Rom tätig. Noch im gleichen Jahr zog er weiter nach Florenz, wo er für das dort regierende Adelshaus der Medici tätig wurde. Zwischen 1647 und 1650 hielt er sich erneut in Rom auf und reiste anschließend über Wien nach Böhmen weiter. Dort arbeitete er auf Schloss Náchod für Ottavio Piccolomini.
Für 1651 ist seine Rückkehr nach Ovelgönne belegt. Im April des folgenden Jahres erhielt er eine auf ein halbes Jahr befristete Anstellung am oldenburgischen Hof bei freier Wohnung und Verpflegung.

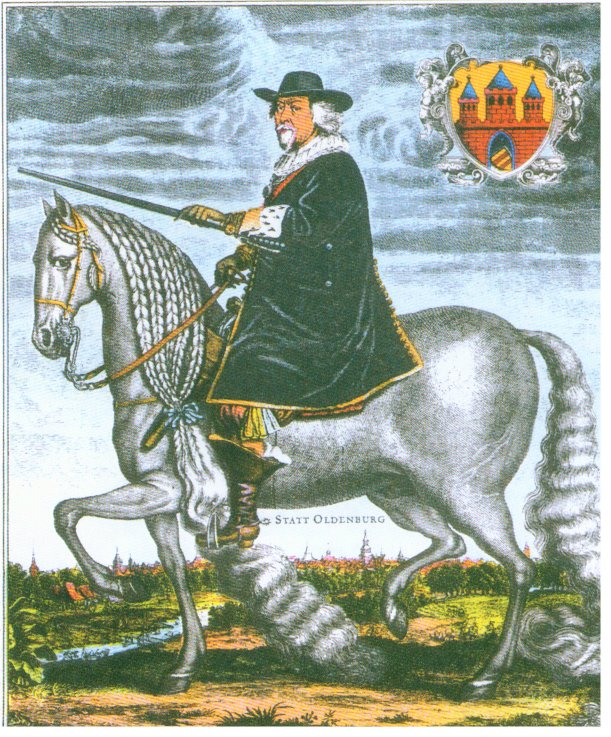
Graf Anton Günther von Oldenburg auf seinem Apfelschimmel Kranich

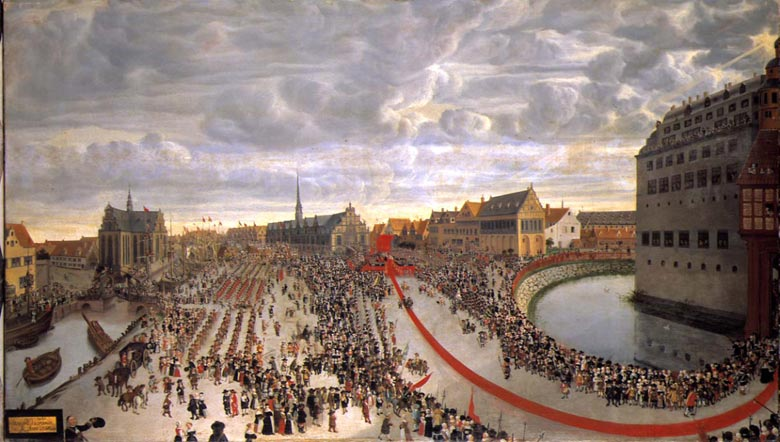
Huldigung der Stände (1666), Schloss Rosenborg

Von 1653 bis 1662/63 war er als Hofmaler König Friedrichs III. in Kopenhagen tätig. Ab 1662 bis 1667, dem Todesjahr Anton Günthers, wechselte er mehrfach zwischen Oldenburg und Kopenhagen. In dieser Zeit entstanden die beiden Werke, die in Oldenburg und Dänemark die größte Bekanntheit erlangten. Sein bekanntestes Gemälde in Oldenburg zeigt den Grafen Anton Günther auf seinem Pferd Kranich. Das Original ist verschollen und lediglich ein Stich in der von Johann Just Winckelmann verfassten Chronik der Regierungszeit des Grafen ist überliefert. Sein bekanntestes Werk in Dänemark entstand 1666 und zeigt die Huldigung der Stände anlässlich der Souveränitätserklärung Friedrichs III. auf Schloss Rosenborg.
Nach dem Tod seines oldenburgischen Landesherrn kehrte Heimbach nach Kopenhagen zurück, konnte dort jedoch keine erneute Anstellung finden. Als er auch in Oldenburg nicht als Hofmaler angestellt wurde, trat er 1670 in den Dienst des Fürstbischofs von Münster, Christoph Bernhard von Galen. Er starb 1679 in Osnabrück, wo er auch begraben wurde.

## Werke

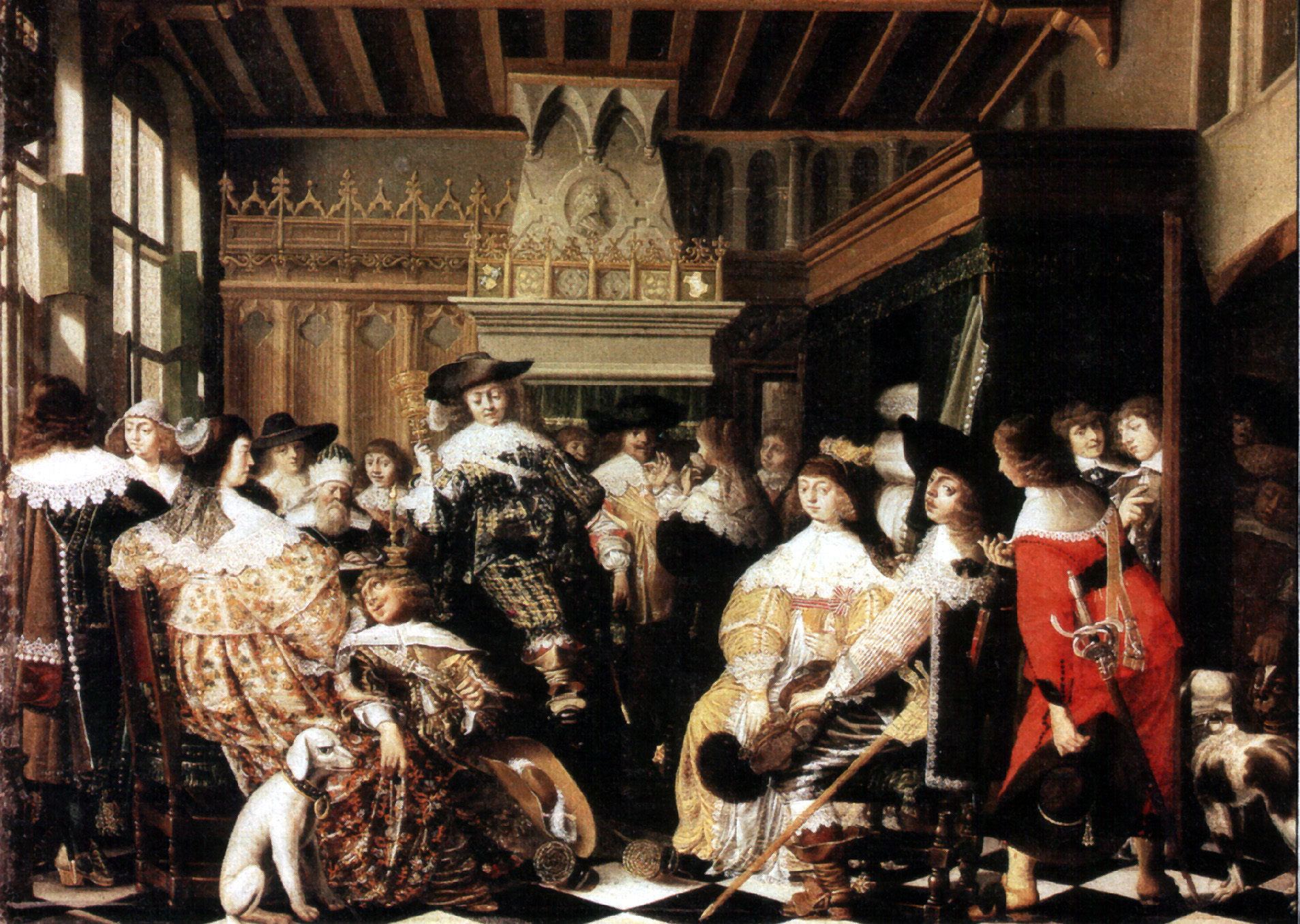
Vornehme Hochzeitsgesellschaft (1637), Kunsthalle Bremen

Heimbachs Werke sind der Porträt- und der Genremalerei zuzuordnen. Bekannt sind beispielsweise sein Porträt von Papst Innozenz X. (Statens Museum for Kunst, Kopenhagen) oder das Porträt von Königin Christina von Schweden (Museumslandschaft Hessen Kassel, Gemäldegalerie Alte Meister, Kassel). Ein Beispiel für seine Genrebilder ist „Der Kranke“ (Hamburger Kunsthalle, Hamburg).
Sein Œuvre wurde stark von Werken der Caravaggisten Gerrit van Honthorst und Georges de la Tour beeinflusst. In seinen Nachtstücken dient meist die Darstellung einer punktförmigen Lichtquelle (z. B. eine Kerze) zur Erzeugung des Hell-Dunkel-Effekts (Galleria Borghese, Rom; Palazzo Doria-Pamphilj, Rom; Statens Museum for Kunst, Kopenhagen). Dieser Hell-Dunkel-Effekt wird in Heimbachs Gemälde „Nächtliches Bankett“ (Kunsthistorisches Museum, Wien) durch zahlreiche Lichtquellen erzeugt.
Das Stadtmuseum Coesfeld erwarb 2012 Heimbachs „Taufe Christi im Jordan“. Noch 2022 bei Heimbach-Sonderausstellungen in Oldenburg und im LWL-Museum für Kunst und Kultur (Münster) galt es mit der Jahreszahl 1679 in der Signatur als letztes Gemälde des Meisters. Allerdings kamen während der anschließenden Restaurierung in einem Coesfelder Atelier erhebliche Zweifel an der Datierung auf. Vermutlich ist ursprünglich statt der 9 eine 0 zu lesen, so dass das Werk bereits 1670 entstand.

## Nachweise
1. ↑  Ralf Stiftel in Westdeutsche Allgemeine vom 4. Oktober 2022: Das Landesmuseum Münster stellt den Barockmeister Wolfgang Heimbach vor
2. ↑  kunstmarkt.com, abgerufen am 4. Juni 2012
3. ↑  Allgemeine Zeitung vom 17. Mai 2024: Er ist wieder da. Heimbach-Gemälde kehrt nach zwei Jahren frisch restauriert ins Stadtmuseum zurück (online)